# Гидрид калия
Гидрид калия — неорганическое бинарное химическое соединение белого цвета. Химическая формула KH.

## Физические свойства
Гидрид калия образует бесцветные ионные кристаллы кубической сингонии с решеткой типа NaCl (a = 0.57 нм).
Хорошо растворим в расплавленном калии, не растворяется в органических растворителях.
Обладает высокой теплопроводностью.

## Химические свойства
Гидрид калия является ионным соединением K+H−.
Его расплав проводит электрический ток, при электролизе на аноде выделяется водород.
Вещество нестабильно и при нагревании распадается на компоненты:
{\displaystyle {\mathsf {2KH{\xrightarrow {400^{o}C,vacuum}}\ 2K+H_{2}}}}
Гидрид калия обладает высокой химической активностью, является сильным восстановителем.
Окисляется кислородом:
{\displaystyle {\mathsf {2KH+O_{2}{\xrightarrow {200^{o}C}}\ 2KOH}}}
Взаимодействует с водой:
{\displaystyle {\mathsf {KH+H_{2}O\ {\xrightarrow {}}\ KOH+H_{2}\uparrow }}}
кислотами:
{\displaystyle {\mathsf {KH+HCl\ {\xrightarrow {}}\ KCl+H_{2}\uparrow }}}
спиртами:
{\displaystyle {\mathsf {KH+HO-R\ {\xrightarrow {}}\ KOR+H_{2}\uparrow }}}
и газообразным аммиаком:
{\displaystyle {\mathsf {KH+NH_{3}{\xrightarrow {300^{o}C}}\ KNH_{2}+H_{2}\uparrow }}}
Взаимодействует с галогенами:
{\displaystyle {\mathsf {KH+Cl_{2}{\xrightarrow {400^{o}C}}\ KCl+HCl\uparrow }}}
С углекислотой образует формиат калия:
{\displaystyle {\mathsf {KH+CO_{2}{\xrightarrow {150^{o}C,{\mathit {p}}}}\ K(HCOO)}}}
Взаимодействует с оксидом кремния:
{\displaystyle {\mathsf {4KH+3SiO_{2}{\xrightarrow {500^{o}C}}\ 2K_{2}SiO_{3}+Si+2H_{2}}}}

## Получение
Гидрид калия получают прямой реакцией расплавленного калия с водородом под давлением:
{\displaystyle {\mathsf {2K+H_{2}{\xrightarrow {200-350^{o}C,{\mathit {p}}}}\ 2KH}}}
Эта реакция была открыта Гемфри Дэви вскоре после его открытия в 1807 году калия, когда он отметил, что металл будет испаряться в токе водорода при нагревании только ниже точки кипения.

## Токсичность
Едкое вещество, разъедает органические вещества. Огнеопасно.